# Zwarte zaadmier
De zwarte zaadmier (Tetramorium caespitum, voorheen grasmier) is een mierensoort uit de onderfamilie Myrmicinae. De wetenschappelijke naam van de soort is voor het eerst geldig gepubliceerd in 1758 door Linnaeus.
De zwarte zaadmier komt voor in gematigd klimaat en leeft vooral op de grond. Daar bezet hij een territorium met een middellijn van zo'n dertig meter. De werksters verwijderen zich eigenlijk niet verder dan dit territorium, maar dit gebied wordt met hand en tand verdedigd. De zwarte zaadmier is behoorlijk agressief tegen andere mieren, met name naar de eigen soort. Er worden gevechten beschreven van hele volken tegen elkaar waarbij duizenden mieren urenlang met elkaar in gevecht zijn, waarbij ze elkaar bijten, over elkaar heen buitelen, aan elkaar trekken en elkaar doden. Hierbij worden er steeds meer mieren naar het oorlogsterrein gelokt door geursporen. Met de grote kaken, nodig voor het fijnkauwen van de zaden, kunnen ze tevens prima vechten. 
Het is een soort die zich makkelijk aanpast aan veranderingen in de omgeving. Hij is meestal te zien op zonnige, droge plekken, soms in vochtige graslanden maar ook in bewoonde gebieden, met name tussen bestrating. De nesten bevinden zich meestal onder stenen. De volken zijn relatief groot, met populaties tot zo'n 10.000 werksters. Zij bevatten in de regel meerdere koninginnen, die elk iedere dag zo'n vijf tot veertig eitjes produceren. Er worden uitgebreide gangenstelsels gegraven; dit is goed voor de omgeving vanwege de beluchting die hierdoor plaatsvindt.
De koningin en de mannetjes zijn aanzienlijk groter dan de werksters, respectievelijk 8 mm en 3,3 mm lengte. De kleur is donkerbruin met wat lichtere poten.

## Uiterlijk
De antenne kent twaalf segmenten met een eindknots van drie segmenten. De werksters hebben als karakteristiek element twee duidelijk zichtbare korte, tandvormige doorns achteraan het borststuk. Verder vertonen ze overlangse groeven van kop tot achterlijf en een krachtig uitgevoerde kop met kaken.
Koninginnen en mannetjes hebben vleugels en voeren in de vroege zomer een bruiloftsvlucht uit waarbij de koningin wordt bevrucht. De koningin doet haar verdere bestaan met het tijdens de bruiloftsvlucht ontvangen sperma en slaat dat daartoe op in het spermatheca. De mannetjes sterven na de bruiloftsvlucht, terwijl de koninginnen trachten een nieuw volk te stichten. Daarbij ontdoen zij zich van de vleugels. De werksters leven wel zo´n vijf jaar terwijl de koninginnen nog veel ouder kunnen worden. 

## Communicatie
Zoals de meeste mierensoorten worden chemische signalen gebruikt voor de communicatie. Dit gebeurt door de werksters waarbij zij een chemisch spoor achterlaten door het achterlijf over de grond te slepen wanneer ze lopen. Hierdoor worden sporen gelegd naar voedsel. De sporen worden door de werksters gevolgd en dienen tevens om het nest terug te vinden. De zwarte zaadmier verwijdert zich niet verder dan zo'n 30 meter van het nest. Naast chemische signalen wordt voor navigatie ook gebruikgemaakt van de polarisatie van licht.

## Eetgewoonten
Alle voedsel dat voorhanden is in het territorium wordt verzameld en eventueel opgeslagen. Zwarte zaadmieren zijn omnivoren; alles wat eetbaar is binnen het territorium van een kolonie wordt verorberd: dode organismen, sap, nectar, pollen, bloemen, zaden of vruchten van planten. De zwarte zaadmier is een zaadverzamelaar en de soort kent voorraadvorming; zaden worden opgeslagen en bij gebruik fijngekauwd met de grote kaken die deze soort kenmerkt. Zij eten het liefst suikerhoudend voedsel. Zaden worden door langdurig kauwen omgezet in suikerhoudende vloeistof door de werking van het speeksel. Zoals andere mieren bladluizen gebruiken voor de suikervoorziening, zo heeft de zwarte zaadmier een symbiotische relatie met sommige soorten rupsen van de familie Lycaenidae, waaronder de blauwtjes. De rups produceert nectar, die door de mieren wordt gedronken terwijl de mieren zorgen voor bescherming van de rupsen tegen predatoren.